# Накатане
Накатане (яп. 中種子町 Накатанэ-тё:) — посёлок в Японии, находящийся в уезде Кумаге округа Кумаге префектуры Кагосима. Площадь посёлка составляет 137,78 км², население — 8295 человек (1 августа 2014), плотность населения — 60,20 чел./км².

## Географическое положение
Посёлок расположен на острове Танегасима в префектуре Кагосима региона Кюсю. С ним граничат город Нисиноомоте и посёлок Минамитане.

## Население
Население посёлка составляет 8295 человек (1 августа 2014), а плотность — 60,20 чел./км². Изменение численности населения с 1980 по 2005 годы:
| 1980 | 12 297 чел. |  |
| 1985 | 11 339 чел. |  |
| 1990 | 10 552 чел. |  |
| 1995 | 10 027 чел. |  |
| 2000 | 9675 чел.   |  |
| 2005 | 9194 чел.   |  |

## Символика
Деревом посёлка считается Quercus phillyraeoides, цветком — Hibiscus mutabilis.